# Avant la prison
Avant la prison (刑務所の前, Keimusho no mae) est un manga de Kazuichi Hanawa sorti au Japon en 2002 aux éditions Hakusensha et en français en 2006 aux éditions Vertige Graphic.

## Résumé
Les mémoires d'un condamné à la prison, où réapparait Natsumé, l'héroïne de Tensui, l'eau céleste.